# Onthophagus uedai
Onthophagus uedai là một loài bọ cánh cứng trong họ Bọ hung (Scarabaeidae).